# Przełęcz Cicha (Wzgórza Trzebnickie)
Przełęcz Cicha – przełęcz w obrębie Wzgórz Trzebnickich położona na południowy wschód od Pasma Farnej Góry. Jest położona na wysokości 203 m n.p.m.. Znajduje się w północno-wschodniej części wsi Taczów Wielki w województwie dolnośląskim, w powiecie trzebnickim, w gminie Trzebnica. Przez przełęcz przebiega droga numer 1337D.

## Położenie
Przełęcz położona jest na połuniowy-wschód od Pasma Farnej Góry, nazywanym także Pasmem Północnym, w szczególności Raszowskiej Góry, w obrębie Wzgórz Trzebnickich, będących mezoregionem o identyfikatorze 318.44 (według regionalizacji fizycznogeograficznej opracowanej przez Jerzego Kondrackiego), należących do Wału Trzebnickiego (makroregion o indeksie 318.4). W ramach tych Wzgórz Trzebnickich wyróżnia się także mikroregion obejmujący Przełęcz Cichą – Grzbiet Trzebnicki (indeks 318.444).
Pod względem podziału administracyjnego jest ona położona na terenie Gminy Trzebnica, w powiecie trzebnickim, województwie dolnośląskim (zobacz: podział administracyjny województwa dolnośląskiego), na terenie objętym obrębem ewidencyjnym wsi Taczów Wielki.

## Charakterystyka
Przełęcz Cicha położona jest na wysokości bezwzględnej wynoszącej 203 m n.p.m. w głównym grzbiecie Wzgórz Trzebnickich. Przez Przełęcz Cichą przebiega droga numer 1337D, biegnąca z Taczowa Wielkiego przez Brochocin do Machnic w kierunku zachodnim i do Sędzic przez Czachowo w kierunku północno-wschodnim. W pobliżu przełęczy znajduje się jej skrzyżowanie z drogą 1341D łączącą Trzebnicę z Głuchowem Górnym. Znajduje się tu przystanek autobusowy „Taczów Wielki skrzyżowanie”. Przyległe tereny zagospodarowane są jako użytki rolne. Wyznaczono tędy także przebieg szlaku turystycznego.

## Nazwa
Nazwa własna – Przełęcz Cicha – jest nazwą niestandaryzowaną, gdyż została ustalona i ujęta w państwowym rejestrze nazw geograficznych na podstawie wywiadu terenowego. Odnosi się do ukształtowania terenu określonego jako przełęcz. W rejestrze tym przypisano jej identyfikator: PRNG – 245150, identyfikator IIP – PL.PZGiK.320.NGRP.245150. Podaje on następujące współrzędne geograficzne punktu głównego przełęczy: szerokość geograficzna – 51°16'52" N, długość geograficzna –  17°06'21" E. W rejestrze tym obowiązuje od 1.04.2015 r.